# Sawyer Reed
Sawyer Reed (26 luglio 2005) è uno sciatore alpino statunitense.

## Biografia
Sciatore polivalente originario di Hingham e attivo dal dicembre del 2021, Sawyer Reed ha esordito in Nor-Am Cup il 3 gennaio 2023 a Burke Mountain in slalom speciale (41º) e ai Mondiali juniores di Tarvisio 2025 ha vinto la medaglia di bronzo nella gara a squadre; non ha debuttato in Coppa del Mondo e non ha preso parte a rassegne olimpiche o iridate.

## Palmarès

### Mondiali juniores
- 1 medaglia:
  - 1 bronzo (gara a squadre a Tarvisio 2025)

### Nor-Am Cup
- Miglior piazzamento in classifica generale: 23º nel 2025